# Anne Morelli

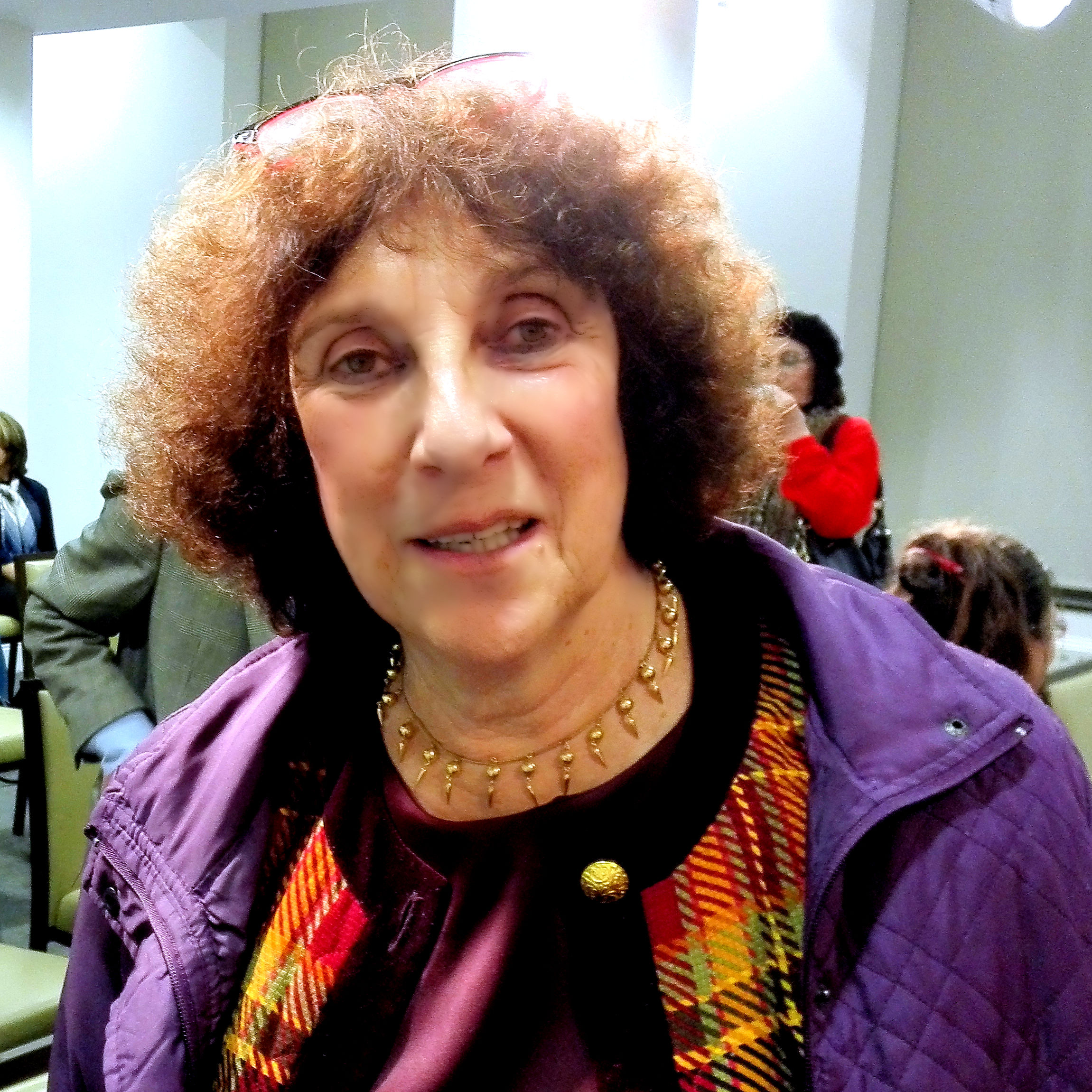
Anne Morelli (Brüssel, 2006)

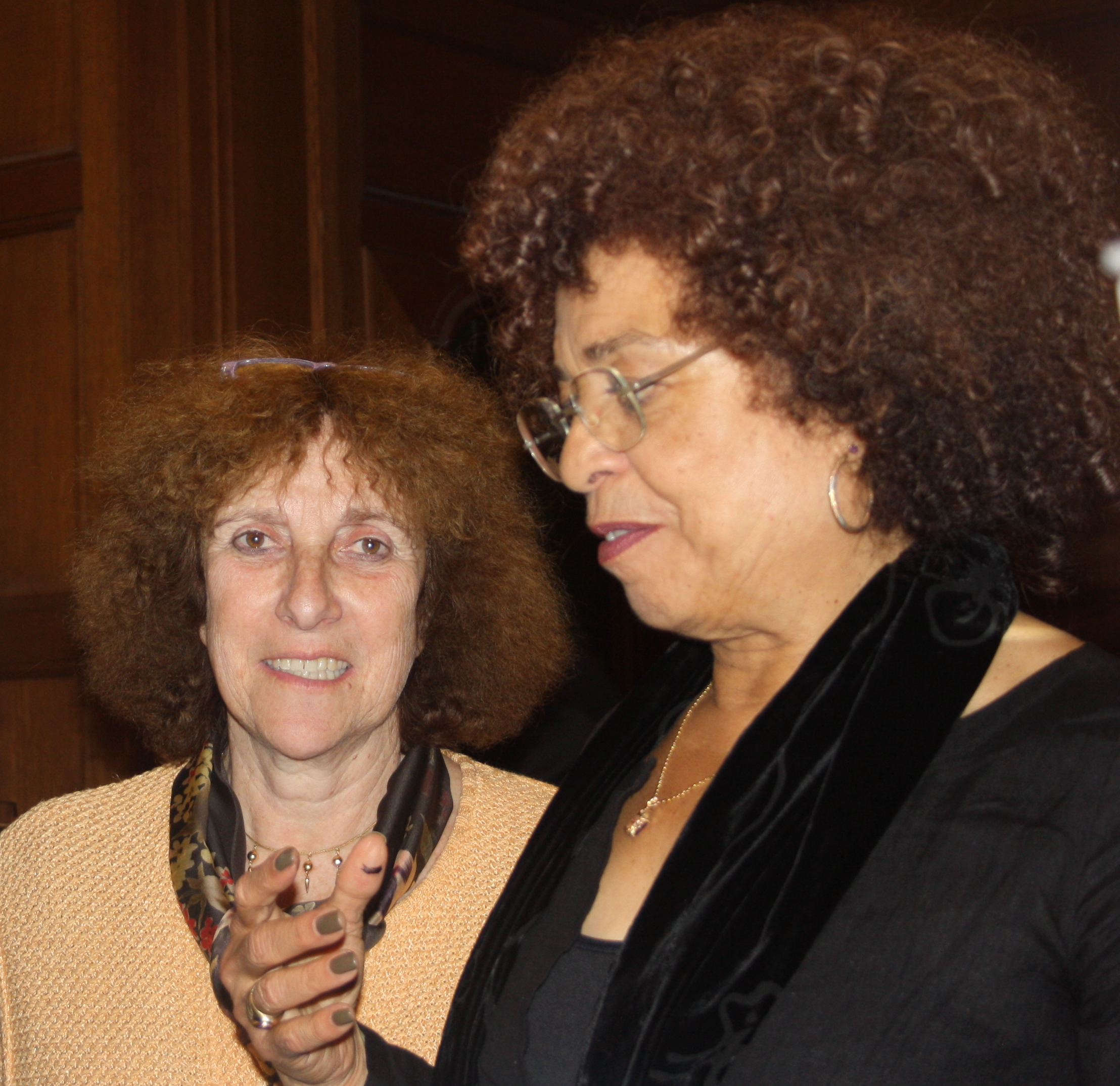
Anne Morelli mit Angela Davis 2012

Anne Morelli (* 14. Februar 1948 in Brüssel) ist eine belgische Historikerin der Freien Universität Brüssel. Besonders bekannt wurde sie durch ihre Analyse der Kriegspropaganda. Darüber hinaus befasste sie sich mit nationalen Mythen, Religion, Minderheiten und Immigration. 2010 wurde sie emeritiert.

## Leben
Ihre Familie hat italienische Wurzeln.
An der Freien Universität in Brüssel (ULB) lehrt Morelli unter anderem Geschichtskritik, Religionsgeschichte und Geschichtsdidaktik. Daneben ist sie Direktorin des Interdisziplinären Zentrums der Religions- und Laizismusstudien (französisch Centre interdisciplinaire d’étude des religions et de la laïcité). Morelli selbst ordnet sich als weit links ein.

## Wirken
Anne Morelli hat zahlreiche französischsprachige Werke veröffentlicht. Am Beispiel Belgiens und Flanderns zeigte sie die Wirkung nationaler Mythen auf die Geschichtsschreibung, vor allem in Schulbüchern.
Sie untersuchte auch die Rolle der katholischen Kirche und überzeugter Katholiken beim Aufstieg der extremen Rechten in den 1920er und 1930er Jahren und sah sie als katalytischen Faktor.
Auf Deutsch ist die Übersetzung ihres Buches zu den Prinzipien der Kriegspropaganda Principes élémentaires de propagande de guerre verfügbar. Sie entwickelt „zehn Gebote“ oder genauer gesagt die grundlegenden Propagandatechniken jeder Kriegspropaganda, die sie in erster Linie Arthur Ponsonbys Klassiker zur Propagandaforschung entnommen hat.
1. Wir wollen den Krieg nicht
2. Das gegnerische Lager trägt die Verantwortung
3. Der Führer des Gegners ist ein Teufel
4. Wir kämpfen für eine gute Sache
5. Der Gegner kämpft mit unerlaubten Waffen
6. Der Gegner begeht mit Absicht Grausamkeiten, wir nur versehentlich
7. Unsere Verluste sind gering, die des Gegners enorm
8. Künstler und Intellektuelle unterstützen unsere Sache
9. Unsere Mission ist heilig
10. Wer unsere Berichterstattung in Zweifel zieht, ist ein Verräter.

## Preise und Auszeichnungen
2013 wurde sie vom Verein femmespourlapaix, deren Präsidentin sie ist, als Frau des Friedens geehrt.

## Schriften (Auswahl)
- Die Prinzipien der Kriegspropaganda. 2. Auflage. Zu Klampen Verlag, Springe 2014, ISBN 978-3-86674-415-8 (eingeschränkte Vorschau in der Google-Buchsuche – französisch: Principes élémentaires de propagande de guerre. Utilisables en cas de guerre froide, chaude ou tiède. Brüssel 2001. Übersetzt von Marianne Schönbach).
- Les grands mythes de l’histoire de Belgique, Antwerpen – Berchem, EPO, 1995 (Große Mythen der Geschichte Belgiens)
  - (Mit An de Laet): De grote mythen uit de geschiedenis van België, Vlaanderen en Wallonië, Antwerpen -Berchem, EPO, 1996, ISBN 978-90-6445-978-8
- (Mit Jan Nelis und Danny Praet, Hrsg.): Catholicism and fascism in Europe 1918–1945, Hildesheim, New York, Georg Olms Verlag, 2015.  ISBN 978-3-487-15243-1
  - Darin gemeinsame Einleitung und Morellis Aufsatz: L’emprise du fascisme sur l’encadrement religieux des émigrés italiens en Belgique, S. 207ff.
- L’Histoire des étrangers et de l’immigration en Belgique (Die Geschichte der Ausländer und der Immigration in Belgien)
- Lettre ouverte à la secte des adversaires des sectes (Offener Brief an die Sekte der Sektengegner)